# هنري إس. وايتهد
هنري إس. وايتهد (بالإنجليزية: Henry S. Whitehead)‏ (5 مارس 1882، إليزابيث في الولايات المتحدة - 23 نوفمبر 1932، ديوندن في الولايات المتحدة)؛ كاتِب ومؤلِّف وروائي أمريكي. درس في جامعة هارفارد.

## روابط خارجية
- هنري إس. وايتهد على موقع ميوزك برينز (الإنجليزية)